# Geoffrey Oryema
Geoffrey Oryema (Soroti, 16 aprile 1953 – Lorient, 22 giugno 2018) è stato un musicista e cantante ugandese.

## Biografia
Nel 1977, all'età di 24 anni e all'apice del potere di Idi Amin Dada, fu costretto a fuggire di nascosto dall'Uganda a bordo di un'auto dopo la morte del padre Erinayo Wilson Oryema (che fu anche ministro).
Oryema guadagnò la sua fama internazionale con il suo secondo album, Beat the Border. Collaborò con parecchi autori, fra cui Peter Gabriel: con l'etichetta di quest'ultimo, la Real World Records, Oryema pubblicò i suoi primi tre album. Successivamente, si trasferì in Francia e passò alla Sony International. Le sue canzoni sono sia nelle sue due lingue materne (swahili e acholi) che in inglese e francese.
Nel luglio 2005 suonò al Live 8 Eden Project in Cornovaglia e al Live 8 Edimburgo, con i 1 Giant Leap.
Morì in Francia nell'estate del 2018, di cancro: era stato sposato due volte e lasciò tre figli. Si fece cremare e le sue ceneri furono disperse in Uganda.

## Discografia
- Exile (1990)
- Beat the Border (1993)
- Night to Night (1996)
- SpiritSpirit (2000)
- The Odysseus/Best Of (2002)
- Words (2004)
- Masters at Work (Piri Wango Iya - Rise Ashen's Morning Come Mix) (2004)